# 1464 Armisticia
1464 Armisticia este un asteroid din centura principală, descoperit pe 11 noiembrie 1939, de George Van Biesbroeck.